# Larry Mullen Jr.
Lawrence Joseph "Larry" Mullen, Jr (født 31. oktober 1961 i Artane, Dublin, Ireland) er grundlæggeren og trommeslager for det irske band U2, som først hed The Larry Mullen Band. I løbet af sin karriere har han haft mange sideprojekter som samarbejdet med Michael Stipe og Mike Mills fra R.E.M.